# Étoile FC
El Etoile FC fue un equipo de fútbol de Singapur que alguna vez jugó en la S.League, la liga de fútbol más importante del país.

## Historia
Fue fundado en el año 2010 y fue el primer equipo integrado en su totalidad por jugadores nacidos en Europa en Asia, no solo en Singapur, aunque también tencián jugadores de origen francés y africano.
Fue el octavo club de origen extranjero en participar en la S.League y en su año de debut ganaron la S.League y la Copa de la Liga de Singapur, convirtiéndose en el primer equipo de origen extranjero en ganar la S.League luego de vencer al Albirex Niigata Singapore FC 4-2.
En el año 2012 el club desapareció como club profesional, aunque todavía existe como club de categoría menor.

## Palmarés
- S.League: 1

2010
- Copa de la Liga de Singapur: 1

2010

## Entrenadores
- Patrick Vallée  (Feb 2010 – Dic 2010)
- Gugliermo Arena (2011)

## Embajador
El club nombró como su embajador al internacional con Francia Sidney Govou, siendo el primer club de la S.League en nombrar un embajador como representante de un club.